# گریگوری فالکو
گریگوری فالکو (به انگلیسی: Grigory Falko) (زادهٔ ۹ مهٔ ۱۹۸۷) شناگر اهل روسیه است.